# Teri Kang
Teri Kang je 7124 m vysoký vrchol, nacházející se v Himálajích, na hranici mezi Bhútánem a Tibetskou autonomní oblastí v Čínské lidové republice. Na severovýchodě se hřeben táhne k 2 km vzdálenému vrcholu Tongšandžiabu. Vzhledem k nízké výšce sedla (464 metrů) není Teri Kang považován za samostatnou horu.[kým?]

## Prvovýstup
Vrchol Teri Kang nebyl vylezen.